# Club y Biblioteca Mariano Moreno
El Club y Biblioteca Mariano Moreno es un club del oeste del gran Buenos Aires en la localidad de La Reja, Partido de Moreno.
Sus principales actividades son el rugby, hockey, tenis, gimnasia acrobática y posee una biblioteca en la sede social que se encuentra en la localidad de Moreno.

## Rivalidades
Su principal rival es el Rugby Club Los Matreros, aunque también tiene una gran rivalidad con el C.A.S.A. de Padua
Su mayor éxito a lo largo de su historia lo consiguió en el año 2016 al clasificarse tercero en el zona A del Grupo I del torneo de la urba accediendo al URBA TOP 14. 
En 2010 consiguió el ascenso al Grupo I de la URBA luego de finalizar 7.º en la Reubicación I. El logro se selló luego de que vencieran como visitante en Benavídez a San Andrés por 14-12.
Pero en 2011 tras una mala campaña descendió nuevamente al Grupo II. En un 2012 con un inicio no tan bueno en la primera fase del Grupo II, el Mariano Moreno finalizó sexto (clasificaban 3) y quedó relegado a jugarse su permanencia en el grupo II. Ya en la fase de la Reubicación II finalizó primero en su zona y luego de superar los playoffs se consagró campeón de la Reubicación II al vencer en la final a San Carlos por 29-22.
En 2014 fue campeón de la Reubicación del Grupo I.